# Червеногръд кардинал
Червеногръд кардинал (Pheucticus ludovicianus) са вид птици от семейство Кардиналови (Cardinalidae). Възрастните достигат размер 18 – 19 сантиметра и маса 45 – 47 грама. Те са прелетни птици – лятото прекарват в хладните умерени зони на Северна Америка, а зимата – в тропическите области в Централна Америка и северните части на Южна Америка.